# 가와모토정
가와모토정(일본어: 川本町)은 일본 시마네현 오치군에 있는 정이다. 시마네현 중부 산간에 위치하고 정역을 흐르는 고노강 수운에 의해 예로부터 번창한 마을이기도 하다.

## 지리
주고쿠 산지 내에 위치하기 때문에 지형이 험하다. 고노강이 정역을 종관하고 있다.

### 인접한 자치체
- 오다시
- 고쓰시
- 오치군 미사토정, 오난정

## 역사
에도 시대에는 이와미 은광의 영향으로 천령(막부 직할령)에 속했다. 메이지 시대가 되면서 오치군청이 설치되어 이 지역 일대의 중심지가 되었다.
- 1872년 - 오치군청이 놓였다.
- 1876년 - 시마네현에 속하게 되었다.
- 1927년 - 정으로 승격하였다.
- 1934년 - 산코선이 정내까지 연결되었다.

## 교통

### 철도
- 서일본 여객철도 산코선

### 도로
- 국도 제261호선 (일본)(일본어판)

## 자매 도시
- 일본 히로시마현 사카정